# Barão de Paçô Vieira
Barão de Paçô Vieira é um título nobiliárquico criado por D. Luís I de Portugal, por Decreto de 11 de Julho de 1868, em favor de José Joaquim de Sousa Barreiros Coelho Vieira.
Titulares
1. José Joaquim de Sousa Barreiros Coelho Vieira, 1.° Barão de Paçô Vieira;
2. Alfredo Vieira Coelho Peixoto de Vilas-Boas, 2.° Barão e 1.° Conde de Paçô Vieira.

Após a Implantação da República Portuguesa, e com o fim do sistema nobiliárquico, usou o título: 
1. Fernando Coelho Vieira Peixoto Pinto de Vilas-Boas, 3.° Barão e 2.° Conde de Paçô Vieira.